# Kirin Cup 2005
De Kirin Cup 2005 was de 26e editie van de Kirin Cup. De wedstrijden werden gespeeld op 22, 24 en 27 mei in Japan. De winnaar kreeg 100.000 dollar (78.600 euro), de nummer twee de helft en de nummer drie 10.000 dollar. De organisator van dit driehoekstoernooi is de Kirin Corporation.

## Klassement
| Team                         | Ptn | Wed | W | G | V | DV | DT | DS |
| ---------------------------- | --- | --- | - | - | - | -- | -- | -- |
| Peru                         | 4   | 2   | 2 | 1 | 0 | 1  | 0  | +1 |
| Verenigde Arabische Emiraten | 4   | 2   | 2 | 1 | 0 | 1  | 0  | +1 |
| Japan                        | 0   | 2   | 0 | 0 | 2 | 0  | 2  | –2 |

## Uitslagen
|                                |       |              |      |                                                                            |
| 22 mei 2005 «onderlinge duels» | Japan | 0 – 1        | Peru | Niigata Stadium, Niigata Toeschouwers: 39.856 Scheidsrechter: Micheľ (SVK) |
| 22 mei 2005 «onderlinge duels» |       | 94' Vassallo |      | Niigata Stadium, Niigata Toeschouwers: 39.856 Scheidsrechter: Micheľ (SVK) |

|                                |      |       |                              |                                            |
| 24 mei 2005 «onderlinge duels» | Peru | 0 – 0 | Verenigde Arabische Emiraten | Toyota Stadium, Toyota Toeschouwers: 6.536 |
| 24 mei 2005 «onderlinge duels» |      |       |                              | Toyota Stadium, Toyota Toeschouwers: 6.536 |

|                                |       |                    |                              |                                                                           |
| 27 mei 2005 «onderlinge duels» | Japan | 0 – 1              | Verenigde Arabische Emiraten | National Stadium, Tokio Toeschouwers: 53.123 Scheidsrechter: Micheľ (SVK) |
| 27 mei 2005 «onderlinge duels» |       | 69' Haidar Alo Ali |                              | National Stadium, Tokio Toeschouwers: 53.123 Scheidsrechter: Micheľ (SVK) |

| Winnaar Kirin Cup 2005 |
| ---------------------- |
|                        |
| Peru 2e titel          |

| Winnaar Kirin Cup 2005           |
| -------------------------------- |
|                                  |
| Ver. Arabische Emiraten 1e titel |